# 炭甘駅
炭甘駅（タンガムえき、탄감역）は、朝鮮民主主義人民共和国江原道金化郡に存在した金剛山電気鉄道の駅（廃駅）である。

## 歴史
- 1926年9月15日：炭甘里駅として開業[1]。
- 日時不明：炭甘駅に改称。
- 1950年：朝鮮戦争により廃止。